# Stingray iConcerts
Stingray iConcerts este un canal de televiziune video la cerere din Canada, care transmite spectacole muzicale live de lungă durată din diferite genuri de muzică. Canalul este deținut de Stingray Group.